# Lucas de Portugal
Lucas de Portugal, alcaide-mor e comendador de Fronteira na Ordem de Avis e do prazo de Alvarinha ou da Marinha..
Acompanhou seu pai e irmãos na fatídica Batalha de Alcácer-quibir, lá ficou prisioneiro como eles, mas, terá sido resgatado pois, depois foi um dos nove fidalgos que foram escolhidos por Filipe II de Portugal para acompanharem os supostos "restos mortais" de D. Sebastião do porto de Silves ao mosteiro dos Jerónimos. Na altura viveria no palácio de seu sogro em Condeixa-a-Nova e para este fúnebre acto fê-lo na companhia de dois companheiros de armas que tinham estado em Alcácer Quibir, os seus cunhados que moravam consigo - D. Lourenço Soares de Almada e Henrique Correia da Silva.

## Dados genealógicos
Filho de:
- D. Luísa Giraldes filha natural de Lucas Giraldes, embaixador de D. Sebastião, descendente de mercadores florentinos[8] e que ele próprio igualmente seria,[9] que morreu na Batalha de Alcácer Quibir.
- Francisco de Portugal, comendador de Fronteira, falecido em 1579 depois de ficar cativo em Fez após a mesma desastrosa batalha.[1] Fazia parte do Conselho de Estado e foi sumilher, estribeiro-mor do João Manuel, Príncipe de Portugal, depois vedor da Fazenda de D. Sebastião e era filho de D. Francisco da Gama, 2.º conde da Vidigueira.[10]

Casou com:
- Antónia de Castro (da Silva), filha de D. Antão Soares de Almada e D. Vicência de Castro.[1]

Pais de:
- Francisco de Portugal (1585-5 de Julho de 1632), que foi o herdeiro da casa de seu pai e era poeta, que casou com Cecília de Portugal, filha de António Pereira de Berredo, comendador de São João da Castanheira e São Gens de Arganil na Ordem de Cristo, Capitão e Governador da Madeira e da Praça de Tanger. General da Armada de Portugal, de D. Mariana de Portugal.[11]
- Isabel da Silva casou com seu primo co-irmão Antão de Almada, 7.º conde de Avranches.[1]

Teve bastardosː
- D. Álvaro, frade franciscano.
- D. João de Portugal, morreu moço.
- D. Vasco de Portugal, morreu moco.
- D. Margarida, freira em Estremoz.
- D. Archangela, freira em Estremoz.